# Кобилка
Кобѝлка (на полски: Kobyłka) е град в Източна Полша, Мазовско войводство, Воломински окръг. Административно е обособен в самостоятелна градска община с площ 19,64 км2. Към 2012 година населението му възлиза на 20 186 души. Част е от Варшавската агломерация.